# Nobuyuki Sanada
Nobuyuki Sanada (jap. 真田信之 Sanada Nobuyuki; 1566-12 listopada 1658) - japoński arystokrata żyjący u schyłku okresu Azuchi Momoyama. Był synem daimyō Masayuki Sanady i starszym bratem Yukimury Sanady.

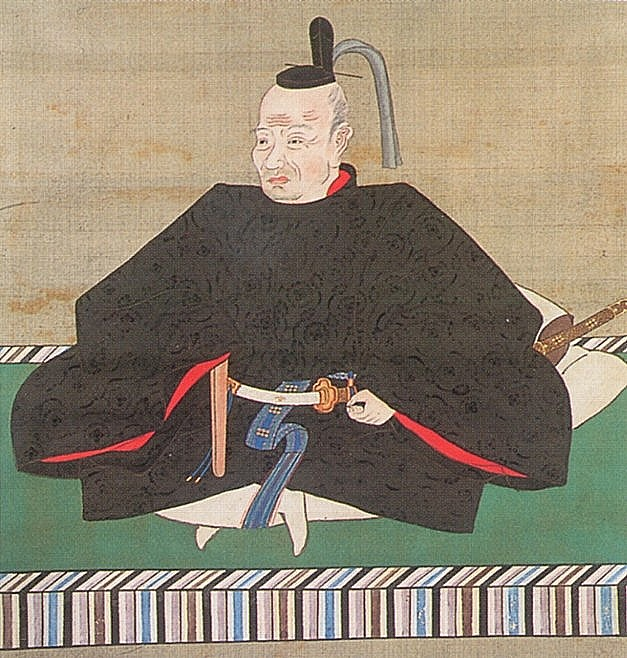
Nobuyuki Sanada

W czasie bitwy pod Sekigaharą przyłączył się (według niektórych teorii, na polecenie ojca) do sił Ieyasu Tokugawy, przeciwko któremu występowali Masayuki i Yukimura. Po porażce armii zachodniej Nobuyuki wykorzystał swoją pozycję do uratowania życia ojca i brata.
Ożenił się z księżniczką z rodu Tokugawa o imieniu Ina, co uczyniło z niego zięcia Hondy Tadakatsu i Tokugawy. W 1622 został pierwszym władcą klanu Matsushiro.